# Loceri
Loceri (sardinski: Lòceri) je grad i općina (comune) u pokrajini Nuoru u regiji Sardiniji, Italija. Nalazi se na nadmorskoj visini od 206 metara i ima 1 293 stanovnika.
 Prostire se na 19,37 km². Gustoća naseljenosti je 67 st/km².
Susjedne općine su: Bari Sardo, Ilbono, Lanusei, Osini i Tertenia.